# Eryk Pomorski
Eryk Pomorski (ur. przed 11 czerwca 1382 w Darłowie, zm. przed 16 czerwca (zap. 3 maja) 1459, tamże) – książę pomorski z dynastii Gryfitów (jako Bogusław). Król Norwegii (jako Eryk III) w latach 1389–1442, król Danii (jako Eryk VII) w latach 1396–1439 i król Szwecji (jako Eryk XIII) w latach 1396–1434/1435–1439, książę słupski i stargardzki jako Eryk I w latach 1449–1459. Syn księcia słupskiego Warcisława VII i Marii, córki Henryka III, księcia meklemburskiego, z linii meklembursko-zwierzyńskiej.

## Władca skandynawski

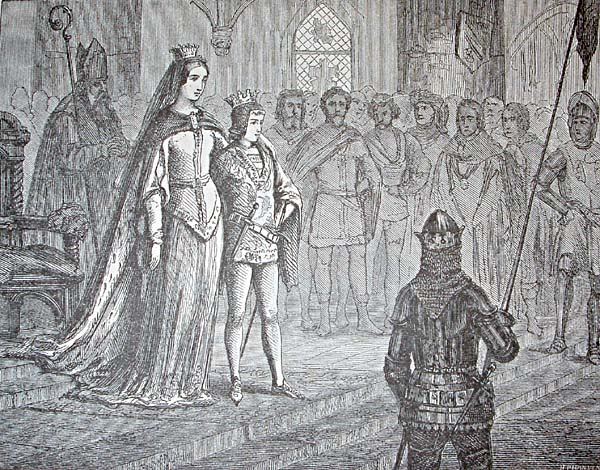
Koronacja Eryka na władcę krajów skandynawskich

Urodził się na zamku darłowskim w pierwszej połowie 1382 (na pewno przed 11 czerwca tego roku), na chrzcie otrzymał imię bardzo popularne w dynastii Gryfitów – Bogusław. Jego babką ze strony matki była księżniczka duńska Ingeborga, córka króla Waldemara IV Atterdaga, ostatniego męskiego przedstawiciela dynastii Estridsenów na tronie duńskim. Siostrą Ingeborgi była Małgorzata I.
Po śmierci Waldemara IV Atterdaga na tron duński w wieku sześciu lat wstąpił Olaf II, syn króla Norwegii Haakona VI z dynastii Folkunga i Małgorzaty I, młodszej córki Waldemara IV. Regencję za małoletniego Olafa sprawowała Małgorzata, która po śmierci swego męża (1380) przejęła rządy regencyjne także w Norwegii. Olaf II zmarł przedwcześnie w 1387, w wieku 17 lat.
W 1389 Małgorzata wsparła powstanie szwedzkiego rycerstwa przeciwko władzy tamtejszego króla Albrechta, pochodzącego z niemieckiej dynastii meklemburskiej. W tym samym roku Małgorzata adoptowała, przebywającego wraz ze swoim ojcem Warcisławem VII w Danii już od końca grudnia roku poprzedniego (a od 15 lutego 1388 uznanego przez nią za jej następcę w Norwegii), młodego księcia, który najpóźniej wówczas (tj. w czerwcu 1389) oficjalnie zmienił imię na Eryk. Nadanie mu imienia na cześć m.in. po księciu duńskim (stryju Małgorzaty I), po swoim prapradziadku Eryku, księciu Sudermanii i wnuku tego ostatniego, władcy szwedzkim Eryku XII było symbolicznym wyrazem dążeń do unifikacji państw skandynawskich pod jego (przyszłym) panowaniem. Eryk został też wówczas uznany za króla Norwegii, a następnie Małgorzata w 1396 doprowadziła do jego wyboru na króla Danii (po 6 stycznia) i Szwecji (11 czerwca i ponownie w lipcu na błoniach Mora pod Uppsalą). 17 czerwca 1397 Eryk, w następstwie dalszych zabiegów Małgorzaty, został koronowany na władcę Szwecji, Danii i Norwegii. Jednocześnie przedstawiciele trzech królestw zawarli w Kalmarze w Szwecji, akt unii personalnej (tzw. unii kalmarskiej). Zagwarantowano Erykowi, że w razie posiadania przez niego potomka płci męskiej, ten ostatni odziedziczy tron. Eryk, mimo wieku sprawnego, nie sprawował faktycznej władzy, którą nadal dzierżyła królowa Małgorzata I do 1412.

## Rządy w Skandynawii
Po objęciu samodzielnych rządów w 1412 Eryk rozpoczął staranie o odzyskanie księstwa szlezwickiego dla korony duńskiej, które jako lenno dzierżyli hrabiowie holsztyńscy. Mimo że parlament duński nakazał tamtejszym hrabiom zwrócić Szlezwik, co zatwierdził król Niemiec Zygmunt Luksemburski, Eryk po trwających do 1423 walkach (wspierany przez swych krewnych, książąt pomorskich Bogusława IX i Barnima VIII) musiał ostatecznie wycofać się z kilkukrotnie zajmowanego księstwa.
Eryk zreorganizował swoją kancelarię królewską, rozbudował Kopenhagę i inne miasta Danii, jednakże skupienie się tylko na sprawach duńskich wywołało niezadowolenie w królestwach Norwegii i Szwecji, gdzie król popadł w konflikt z tamtejszymi możnymi, tym bardziej że stanowiska w tych dwóch krajach król obsadzał Duńczykami lub Niemcami z Pomorza. Dodatkowym źródłem konfliktu był charakter króla, był on bowiem człowiekiem porywczym, szorstkim w obejściu, ze skłonnościami do autokratyzmu.
Podczas soboru w Konstancji doszło do zbliżenia duńsko-polskiego, a rok po zakończeniu soboru, w lipcu 1419 – Eryk zawarł formalny sojusz z Koroną Królestwa Polskiego, szukając przeciwwagi dla miast hanzeatyckich i zakonu krzyżackiego, największych rywali Danii w rejonie Morza Bałtyckiego, jednak do spodziewanego przez Eryka małżeństwa jego brata stryjecznego Bogusława IX z Jadwigą, córką Władysława II Jagiełły nie doszło.
W 1423 Eryk wraz z książętami pomorskimi zawarł sojusz z zakonem krzyżackim, na wypadek wojny z Koroną. W latach 1423–1425 Eryk udał się z pielgrzymką do Ziemi Świętej, wracając król zatrzymał się w Krakowie, gdzie z innymi władcami wziął udział w uroczystościach koronacyjnych czwartej żony króla Władysława Jagiełły – Zofii (Sonki).
Po powrocie do Danii w 1426 rokukról wszczął kolejną wojnę z Holsztynem i Hanzą, trwającą do ogłoszenia rozejmu w 1432. Wcześniej w 1429, by pokryć koszty wojny i osłabić Hanzę – Eryk nałożył cła na statki przepływające przez duńskie cieśniny Sundu, potem podwyższył podatki w swych królestwach, co razem z trwającą blokadą morską Hanzy, osłabiającą handel bałtycki, doprowadziło do znacznego pogorszenia sytuacji ekonomicznej krajów unii kalmarskiej, a w konsekwencji do niezadowolenia z rządów króla.
Gdy w Szwecji wybuchło powstanie pod wodzą Engelbrekta Engelbrektssona, Eryk na krótki czas (od 16 sierpnia 1434 do 1435) został usunięty z tronu szwedzkiego. Ugoda z powstańcami doprowadziła do rewizji postanowień unii kalmarskiej, która odtąd miała być związkiem trzech suwerennych państw rządzonych przez własne rady na podstawie krajowego prawa. Eryk złamał postanowienia ugody, a gdy duńska rada wbrew królowi nie zgodziła się na uznanie księcia pomorskiego Bogusława IX (na którym ciążyła klątwa kościelna) następcą Eryka, to rada szwedzka powołała Karola Knutssona Bonde na regenta królestwa, a następnie wybuchło przeciwko królowi powstanie w Danii. W efekcie rady trzech królestw podjęły decyzje o detronizacji Eryka: w Danii i Szwecji (odpowiednio – 23 czerwca i we wrześniu 1439) oraz w Norwegii (1442). Rada Królestwa Danii zwróciła się o przyjęcie korony królewskiej do księcia Palatynatu Krzysztofa Bawarskiego z dynastii Wittelsbachów, będącego również potomkiem Waldemara IV Atterdaga (jego matka była siostrą Eryka).

## Powrót na Pomorze

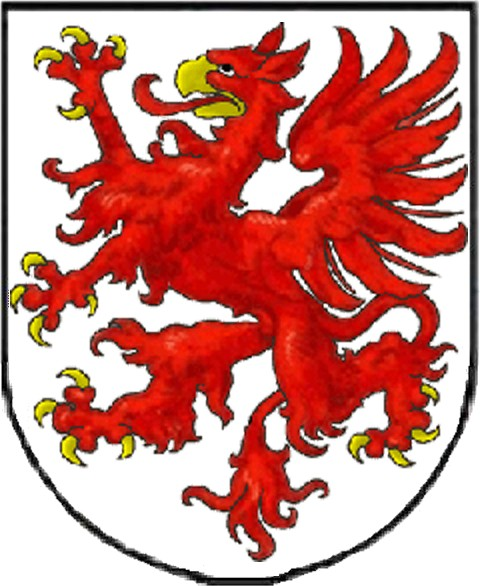
Herb rodowy Gryfitów

Pokonany Eryk osiadł na Gotlandii, gdzie w Visby urządził swą siedzibę, skąd dokonywał łupieskich wypraw, napadając na statki kupieckie, najczęściej należące do Hanzy. Mimo prób uzyskania pomocy od zakonu krzyżackiego i księcia Bogusława IX, zdetronizowany Eryk nie zdołał podjąć żadnych poważniejszych kroków, by odzyskać utracone trony. Proponowano Erykowi oddanie Gotlandii w dożywocie, jednak tenże wzmógł akcje korsarskie na Bałtyku. Eryk usiłował sprzedać Gotlandię zakonowi krzyżackiemu, Danii lub Szwecji, ale po udanym kontrataku sił szwedzkich na wyspę opuścił Gotlandię w 1449. W tym samym roku objął władzę po zmarłym w 1446 księciu Bogusławie IX (swym bracie stryjecznym), którego był najbliższym krewnym, w księstwie słupskim (współrządziła z nim wdowa po Bogusławie – Maria), swoją rezydencję ustanawiając w nadmorskim Darłowie.

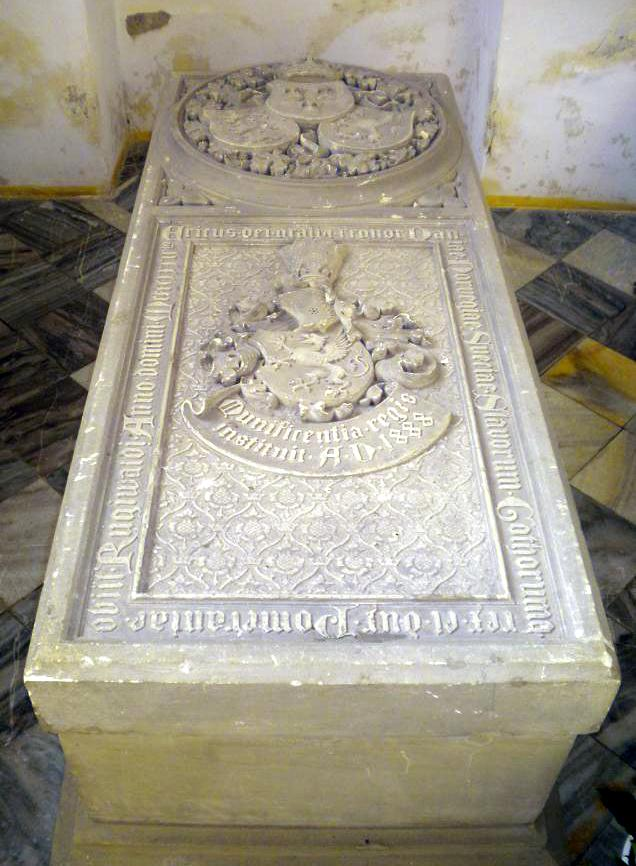
Sarkofag Eryka Pomorskiego w Kościele Mariackim w Darłowie

Po objęciu władzy w księstwie Eryk pilnował jego spraw, łagodził spory między biskupem kamieńskim a miastami, szczególnie z Kołobrzegiem. Był jednocześnie pośrednikiem w rozstrzygnięciu konfliktu o spław rzeką Regą pomiędzy Gryficami a Trzebiatowem w 1449.
We współpracy z wdową po Bogusławie IX, księżną Marią (córką Siemowita IV ks. mazowieckiego) doprowadził do małżeństwa jedynej córki Bogusława IX – Zofii z księciem wołogoskim Erykiem II, swoim krewnym z dynastii Gryfitów, którego wyznaczył następcą w Księstwie Słupskim.
Władając księstwem, Eryk rezydował przede wszystkim w Darłowie, gdzie w tamtejszym zamku miał swą siedzibę i gdzie zmarł przed 16 czerwca 1459 (zapewne 3 maja). Król przed śmiercią przekazał księżniczce Zofii i Erykowi II skarb, składający się z kosztowności przywiezionych z Danii oraz zdobytych podczas korsarskich wypraw. Późniejsi królowie duńscy czynili wielkie starania o odzyskanie skarbu, który uważali za swoją własność. Co się stało ze skarbem, tego do dziś nie wiadomo. Obecnie król Eryk jest pochowany w kościele pw. Matki Bożej Częstochowskiej w Darłowie, gdzie można zobaczyć jego grobowiec, wystawiony w 1882 r..

## Rodzina

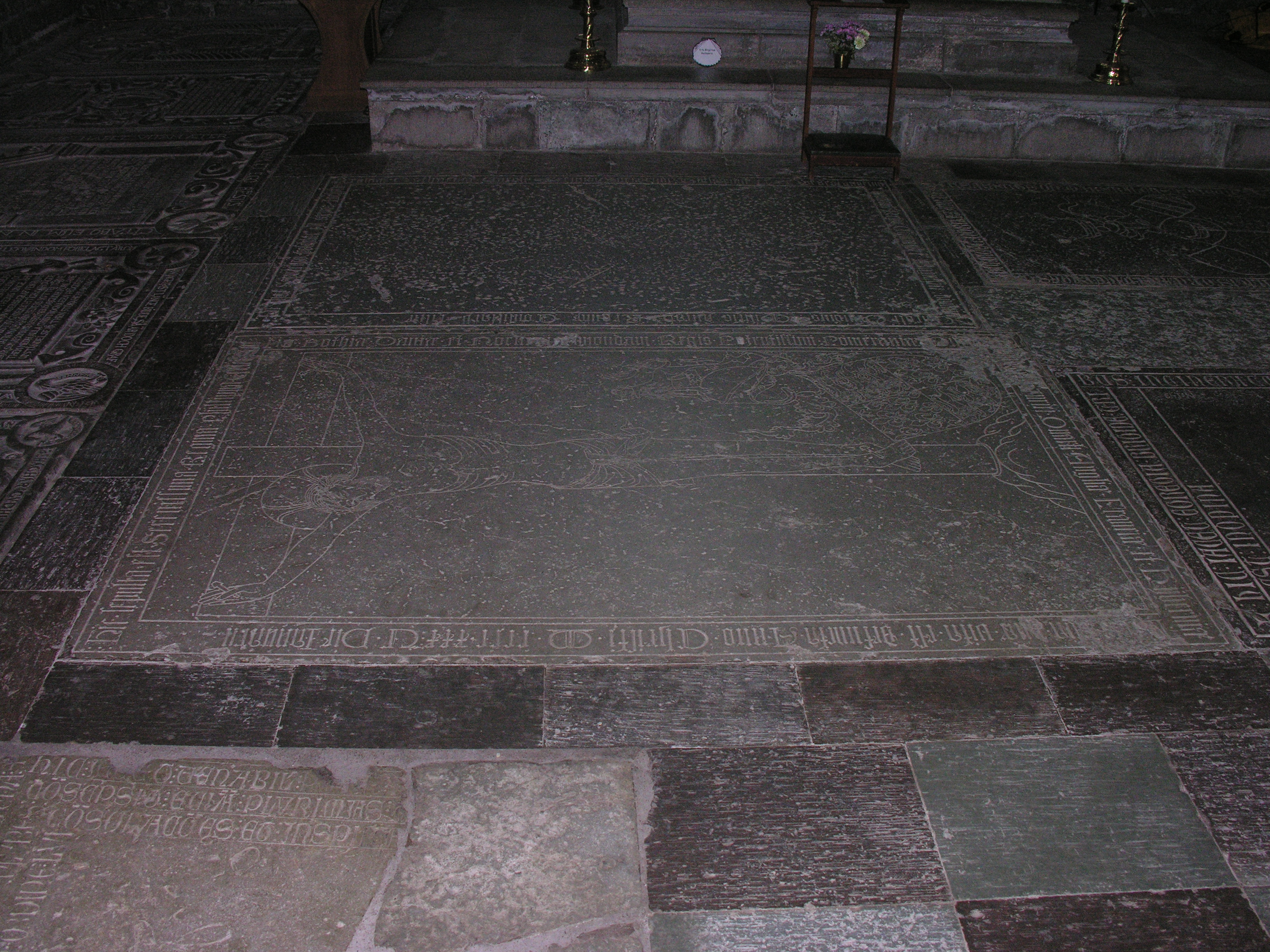
Nagrobek Filipy Lancaster

### Małżeństwo z Filippą Lancaster
26 października 1406 w Lund (wówczas Dania, dziś Szwecja) poślubił królewnę angielską Filipę z dynastii Lancasterów. Jego wybranka była najmłodszą córką króla Anglii Henryka IV. Małżeństwo nie było zgodne. Kłótnie wywoływała bezpłodność żony (XV-wieczna kronika szwedzka), choć starsza literatura przedmiotu wspomina o zmarłych w młodości synach królewskich (Tomasz Kantzow, A, Hiltebrand, J. Micraelius). W 1429 Filippa zamieszkała w klasztorze Brygidek w Vadstenie, gdzie zmarła 5 stycznia 1430 i następnego dnia została pochowana. W kościele klasztornym zachowała się jej płyta nagrobna. Małżeństwo to pozostało bezdzietne.

### Związek z Cecylią
Po śmierci żony królowej Filippy król wdał się w romans z Cecylią, pokojówką (?) zmarłej królowej, co mocno wzburzyło jego poddanych. Eryk z Cecylią mieszkali razem podczas pobytu na Gotlandii, a później także w Darłowie. Prawdopodobnie po 1439 zawarli małżeństwo morganatyczne. Według gdańskiego kronikarza Kaspra Schütza – Eryk miał syna Eryka (juniora), który zmarł w dzieciństwie. Współczesna genealogia sugeruje, że potomek pochodził ze związku z Cecylią.

### Genealogia
| Bogusław V ur. w okr. 1317–1318 zm. w okr. 3 II–24 IV 1374 | Bogusław V ur. w okr. 1317–1318 zm. w okr. 3 II–24 IV 1374 |                                                                  |                                                                  | Adelajda Welf ur. ok. 1341 zm. być może 5 II 1407 | Adelajda Welf ur. ok. 1341 zm. być może 5 II 1407 |  |  | Henryk III ur. 1337 zm. 14 IV 1383 | Henryk III ur. 1337 zm. 14 IV 1383 |                                                        |                                                        | Ingeborga duńska ur. 1 IV 1347 zm. 16 VI 1370 | Ingeborga duńska ur. 1 IV 1347 zm. 16 VI 1370 |
|                                                            |                                                            |                                                                  |                                                                  |                                                   |                                                   |  |  |                                    |                                    |                                                        |                                                        |                                               |                                               |
|                                                            |                                                            |                                                                  |                                                                  |                                                   |                                                   |  |  |                                    |                                    |                                                        |                                                        |                                               |                                               |
|                                                            |                                                            | Warcisław VII ur. w okr. 1362–1363 najp. 1365 zm. 25 lutego 1395 | Warcisław VII ur. w okr. 1362–1363 najp. 1365 zm. 25 lutego 1395 |                                                   |                                                   |  |  |                                    |                                    | Maria ur. 1363–1367 zm. w okr. 9 VIII 1402 – 7 II 1403 | Maria ur. 1363–1367 zm. w okr. 9 VIII 1402 – 7 II 1403 |                                               |                                               |
|                                                            |                                                            |                                                                  |                                                                  |                                                   |                                                   |  |  |                                    |                                    |                                                        |                                                        |                                               |                                               |
|                                                            |                                                            |                                                                  |                                                                  |                                                   |                                                   |  |  |                                    |                                    |                                                        |                                                        |                                               |                                               |
|                                                            |                                                            |                                                                  |                                                                  |                                                   |                                                   |  |  |                                    |                                    |                                                        |                                                        |                                               |                                               |

|  |  | 1 Filipa Lancaster ur. 1393 lub 4 VII 1394 zm. 5 I 1430 OO 26 X 1406 | 1 Filipa Lancaster ur. 1393 lub 4 VII 1394 zm. 5 I 1430 OO 26 X 1406 | Eryk Pomorski (ur. przed 11 VI 1382 zm. zap. 3 V lub przed 16 VI 1459) | Eryk Pomorski (ur. przed 11 VI 1382 zm. zap. 3 V lub przed 16 VI 1459) | 2 Cecylia ur. ? zm. po 22 VII 1459 OO zap. po 1439 | 2 Cecylia ur. ? zm. po 22 VII 1459 OO zap. po 1439 |  |  |
|  |  |                                                                      |                                                                      |                                                                        |                                                                        |                                                    |                                                    |  |  |
|  |  |                                                                      |                                                                      |                                                                        | 2                                                                      |                                                    |                                                    |  |  |
|  |  |                                                                      |                                                                      |                                                                        |                                                                        |                                                    |                                                    |  |  |
|  |  |                                                                      |                                                                      | Eryk (junior) ur. ? zm. ?                                              |                                                                        |                                                    |                                                    |  |  |

### Opracowania
- Dopierała B., Polskie losy Pomorza Zachodniego, Poznań 1970.
- Kersten A., Historia Szwecji, Wrocław-Warszawa-Kraków-Gdańsk 1973.
- Kazimierz Kozłowski, Jerzy Podralski, Gryfici. Książęta Pomorza Zachodniego, Szczecin: Krajowa Agencja Wydawnicza, 1985, ISBN 83-03-00530-8, OCLC 189424372. Brak numerów stron w książce
- Krzyżaniakowa J., Ochmański J., Władysław II Jagiełło, Wrocław 2006, ISBN 978-83-04-04778-5.
- Edward Rymar, Rodowód książąt pomorskich, Szczecin: Książnica Pomorska im. Stanisława Staszica, 2005, ISBN 83-87879-50-9, OCLC 69296056. Brak numerów stron w książce
- Rzeszowski S., Z dziejów Gryfic, [w:] Białecki T. (red.), Ziemia Gryficka 1969, Szczecin 1971.

### Opracowania online
- Institut for Historie og Områdestudier, Aarhus Universitet, Unionsbrevet 1397 om regeringsudøvelsen i Kalmarunionen (duń.), [dostęp 2012-04-02].
- Madsen U., Erich I. (niem.), [dostęp 2012-03-17].
- Schmidt R., Erich I. (ursprünglich Bogislaw). Herzog von Pommern-Stolp, König von Norwegen, Dänemark und Schweden (niem.), [w:] NDB, ADB Deutsche Biographie (niem.), [dostęp 2012-03-17].

### Literatura dodatkowa (opracowania)
- Zygmunt Boras, Książęta Pomorza Zachodniego, Poznań: Wyd. Naukowe Uniwersytetu im. Adama Mickiewicza, 1996, s. 125–141, ISBN 83-232-0732-1, OCLC 830122949.
- Małgorzata Hertmanowicz-Brzoza, Kamil Stepan, Słownik władców świata, Kraków: Wydawnictwo Zielona Sowa, 2005, s. 201–202, ISBN 83-7435-077-6, OCLC 749692036.

### Literatura dodatkowa (online)
- Sprague M., Sweden. An illustrated history (ang.), New York 2005, ISBN 0-7818-1114-7, s. 87–89, [dostęp 2012-05-13].